# Missions Yanagi

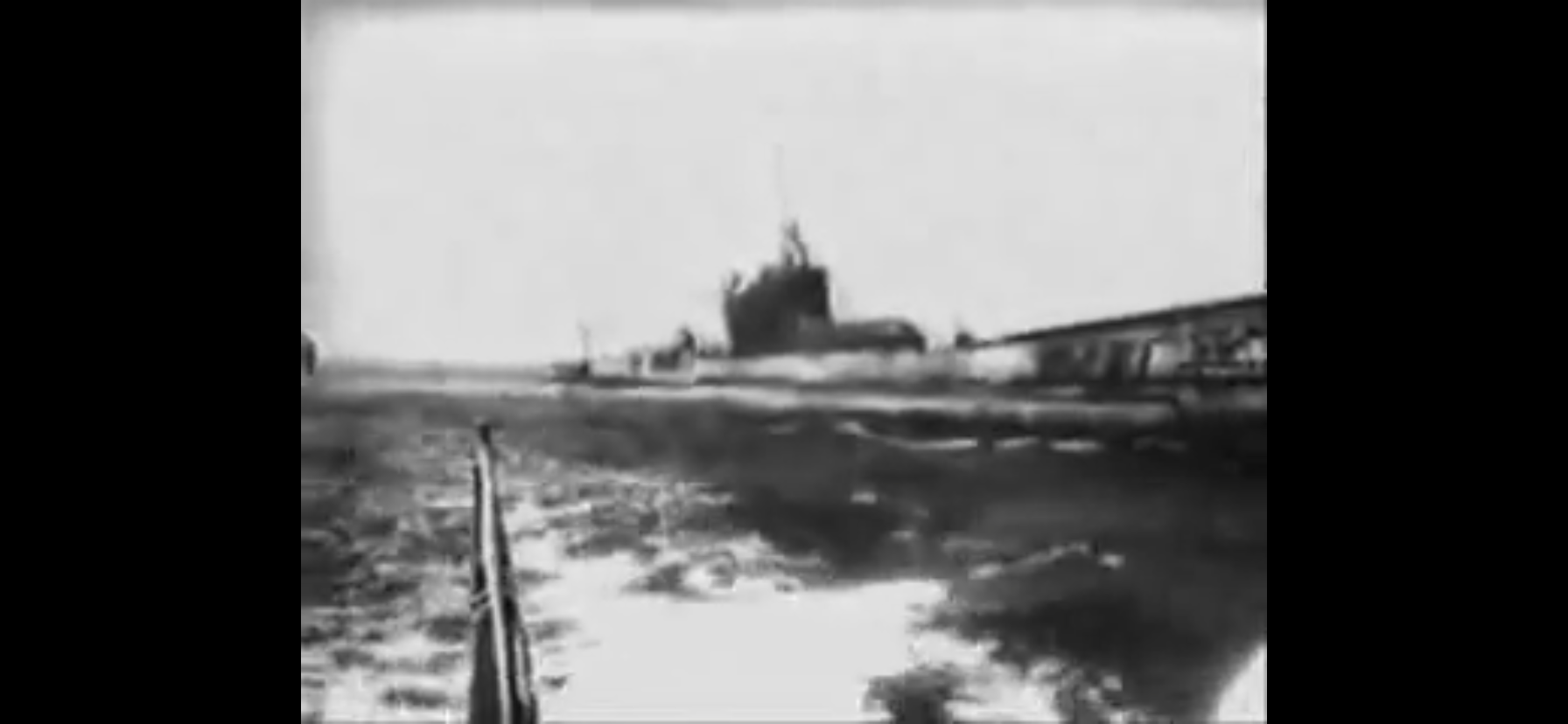
Un sous marin japonais entre dans la base navale de Lorient, en France occupée en 1942.

Les missions Yanagi (柳作戦 : Opérations Saule) sont une série de voyages sous-marins entrepris par la Marine impériale japonaise pendant la Seconde Guerre mondiale, afin d'échanger des technologies, des compétences et des matériaux avec les partenaires de l'Axe du Japon, principalement l'Allemagne nazie. Ces voyages ont dû faire face à la supériorité navale des Alliés occidentaux dans les océans Indien et Atlantique.
Sur les cinq voyages vers l'ouest, trois sont arrivés à bon port, deux sous-marins ayant été coulés en cours de route, tandis que sur les trois navires qui ont réussi, un seul a terminé son voyage de retour, deux ayant été coulés avant d'arriver à destination.
Les missions Yanagi ont été complétées par plusieurs voyages réciproques de sous-marins allemands (U-Boot), bien qu'ils n'aient pas fait partie du programme Yanagi, tout comme plusieurs voyages de marchandises en provenance et à destination de l'Extrême-Orient, effectués dans le cadre d'un blocus.

## Missions Yanagi
En avril 1942, le I-30 quitta Kure, au Japon, avec une cargaison de mica et de gomme-laque, et les plans de la torpille aérienne Type 91; après des missions dans l'océan Indien avec d'autres sous-marins de la Marine impériale japonaise, il se détacha en juin pour se rendre à la base sous-marine de Lorient, où il arriva en août 1942,. Il quitta la France à la fin du mois en emportant la technologie militaire allemande, y compris les plans et un ensemble complet de radar Würzburg, huit torpilles et cinq ordinateurs de données de torpilles, des canons antichars, des diamants, des canons antiaériens de 20 mm et cinquante machines Enigma, et arriva à Singapour en octobre. Cependant, il a heurté une mine britannique en quittant Singapour pour la dernière étape vers le Japon. Certains équipements ont été récupérés, mais la plupart ont été perdus,.
En juin 1943, le I-8 partit de Kure avec les plans de la torpille Type 95 de la Marine impériale japonaise, un avion de reconnaissance et du matériel sous-marin, et rassembla une cargaison d'étain, de caoutchouc et de quinine à Singapour. Il transporte également un équipage de réserve de 48 hommes de Kure chargé de ramener un U-boot allemand, le U-1224, que la Kriegsmarine a transféré à la Marine impériale japonaise pour examen et rétro-ingénierie. Le I-8 avait rendez-vous avec le sous-marin allemand U-161 de Lorient qui a transféré deux techniciens allemands qui ont installé un détecteur de radar. Le I-8 quitta la France en octobre 1943 avec diverses technologies allemandes et arriva à Kure en décembre après un voyage aller-retour de 48 000 km,.
En octobre 1943, le I-34 quitta Kure pour Singapour. À Singapour, il a pris une cargaison d'étain, de tungstène, de caoutchouc et d'opium. Il quitta Singapour le 11 novembre, mais fut intercepté et coulé le 13 novembre dans le détroit de Malacca par le sous-marin britannique HMS Taurus,.
En novembre 1943, le I-29 quitta Kure pour Singapour afin de prendre une cargaison d'étain, de tungstène, de zinc, de caoutchouc et de quinine. Il quitta Singapour en décembre 1943 pour la France occupée par les nazis, et atteignit le golfe de Gascogne en mars 1944. Il fut escorté par des navires et des avions de guerre allemands et subit une forte attaque des avions alliés, mais arriva sain et sauf à Lorient. Le I-29 partit de Lorient en avril 1944 avec une technologie allemande considérable, notamment un moteur-fusée Walter et des plans pour le Messerschmitt Me 262 à réaction et le Messerschmitt Me 163 Komet à propulsion par fusée. Il arriva à Singapour en juillet, mais fut coulé avec sa cargaison en route pour le Japon dans le détroit de Luçon par le sous-marin américain USS Sawfish le 26 juillet 1944,.
En mars 1944, le I-52 quitta Kure avec une cargaison de métaux, dont de l'or, et une équipe de techniciens qui devaient étudier les techniques anti-aériennes allemandes, s'arrêtant à Singapour pour prendre d'autres cargaisons, dont du caoutchouc et de l'opium. Le I-52 atteint l'Atlantique Sud et rejoint le U-530 de Lorient le 23 juin pour embarquer un officier de liaison allemand, deux opérateurs radio, l'actuel code naval allemand et un détecteur de radar Naxos. Cependant, cette nuit-là, il a été détecté par un avion Grumman TBF Avenger équipé d'un radar et appartenant à un groupe de chasseurs-tueurs (Groupe Hunter-killer) américains centré sur le porte-avions d'escorte USS Bogue, qui a largué des bouées acoustiques et des torpilles de guidage Fido, coulant le I-52 à bout portant tuant les 95 membres d'équipage, 14 passagers et les trois marins allemands près de la position géographique de 15° 16′ N, 39° 55′ O, à l'ouest des îles du Cap-Vert,. On pense que lors de son voyage de retour au Japon, il aurait transporté de l'oxyde d'uranium.
Le voyage du I-52 a été la dernière mission Yanagi entreprise par la Marine impériale japonaise.

## Voyages réciproques
Les sous-marins allemands (U-Boot ou Unterseeboot) ont effectué plusieurs voyages d'échange réciproque, bien que ceux-ci ne fassent pas partie du programme Yanagi ; ils ont également effectué un certain nombre de voyages de blocus, également distincts des missions Yanagi.
De février à juin 1943, le U-180 a navigué dans l'océan Indien depuis Kiel, rencontrant le I-29 dans le canal du Mozambique. Le U-180 transfère Subash Chandra Bose, futur chef de l'armée nationale indienne, et reçoit deux tonnes d'or en provenance de Penang en paiement des marchandises allemandes reçues jusqu'alors.
En mai 1943, le U-511 appareille de Lorient pour le Japon et arrive à Kure en août. Sous le nom de code "Marco Polo I", il a été transféré à la Marine impériale japonaise dans le cadre d'un échange de technologie sous-marine et a été commandé par la Marine impériale japonaise sous le nom de RO-500.
En février 1944, le U-1224, dont le nom de code était "Marco Polo II", fut transféré à la Marine impériale japonaise à Kiel, mis en service sous le nom de RO-501 et navigua avec un équipage japonais. Il a été intercepté et coulé à l'ouest des îles du Cap-Vert par le destroyer USS Francis M. Robinson du groupe de chasseurs-tueurs USS Bogue.
En février 1945, le U-864 a quitté Bergen, en Norvège, pour livrer des pièces et des plans de l'avion à réaction Me 262 et 1 857 flacons contenant 65 tonnes de mercure dans le cadre de l'opération César; il a été détecté et coulé par le sous-marin britannique HMS Venturer dans la mer de Norvège.
En mars 1945, le U-234 appareille de Kristiansand pour le Japon avec 1 210 tonnes d'oxyde d'uranium, un chasseur à réaction Me 262 et des plans pour de nouvelles torpilles électriques, la dernière tentative en date, mais il est rattrapé par la reddition allemande et est mis en détention par l'US Navy au large de Terre-Neuve.